# Somatidia aranea
Somatidia aranea là một loài bọ cánh cứng trong họ Cerambycidae.